# Valča
Valča je obec na Slovensku v okrese Martin ležící na úpatí Malé Fatry.

## Historie
První písemná zmínka o obci pochází z roku 1252. V obci se nachází římskokatolický gotický kostel Povýšení svatého Kříže ze začátku 15. století.

## Geografie
Obec se nachází v nadmořské výšce 450 metrů a rozkládá na ploše 32,233 km². K 31. prosinci roku 2017 žilo v obci 1703 obyvatel.